# El amor tiene cara de mujer (telenovela de 1994)
El amor tiene cara de mujer fue una telenovela mexico-argentina producida por la cadena mexicana Televisa en coproducción con el canal El Trece de Argentina y emitida durante el año 1994. Fue una adaptación de la telenovela de 1964 "El amor tiene cara de mujer" original de Nené Cascallar. Fue protagonizada por Laura Flores, Marita Ballesteros, Laura Novoa y la primera actriz Thelma Biral. Coprotagonizada por Marcelo Alfaro, Alicia Aller, Pachi Armas, Miguel Habud, Angélica López Gamio, Constanza Maral y Ricardo Pald. También, contó con las actuaciones especiales de Arturo Bonín y Liliana Simoni. Las participaciones de Pepe Novoa y Víctor Laplace como actores invitados. Y las presentaciones de Eric Metayer y Marisel Antonione.

## Sinopsis
Trata de la vida de cuatro mujeres de diferente edad, estrato social y estilo de vida, trabajando en un instituto de belleza, donde vivirán aventuras de diferente tipo y problemas de la vida cotidiana, como el divorcio, los problemas con los hijos y el enamorarse. 

## Elenco
- Laura Flores - Victoria
- Thelma Biral - Vanessa
- Marita Ballesteros - Laura
- Laura Novoa - Marcela
- Arturo Bonín - Horacio
- Marisel Antonione - Matilde
- Eric Metayer - Christian
- Marcelo Alfaro - Julio
- Alicia Aller - Nelida
- Pachi Armas - Max
- Delfy de Ortega - Iris
- Rene Bertrand - Nico

## Otras versiones
- El amor tiene cara de mujer (Argentina) 1964.

- O amor tem cara de mulher (Brasil) 1966.

- El amor tiene cara de mujer (México) 1971.

- El amor tiene cara de mujer (Argentina) 1976.

- Principessa (México) 1984.

- Palabra de mujer (México) 2007-2008.

- Datos: Q17630115